# Apomys brownorum
Apomys brownorum es una especie de roedor de la familia Muridae.

## Distribución geográfica
Son endémicos de las montañas de Luzón (Filipinas).